# Pacific Rim
Pacific Rim (bra: Círculo de Fogo; prt: Batalha do Pacífico) é um filme norte-americano de 2013, dos gêneros drama, ação, ficção científica e aventura, dirigido por Guillermo del Toro, com roteiro de Travis Beacham e do próprio diretor.

## Sinopse
União de países cria um robô gigante como arma para enfrentar os monstros gigantes que invadem a Terra a partir do fundo do oceano.

## Elenco
- Charlie Hunnam – Raleigh Becket
- Idris Elba – Stacker Pentecost
- Rinko Kikuchi – Mako Mori
- Charlie Day – Dr. Newton "Newt" Geiszler
- Robert Kazinsky – Chuck Hansen
- Max Martini – Herc Hansen
- Ron Perlman – Hannibal Chau
- Clifton Collins Jr. – Tendo Choi
- Diego Klattenhoff – Yancy Becket
- Ellen McLain – a Inteligência Artificial dos Jaegers.
- Robert Maillet – Aleksis Kaidanovsky
- Heather Doerksen – Sasha Kaidanovsky
- Burn Gorman – Dr. Hermann Gottlieb

## Dublagem brasileira
Estúdio de dublagem - Delart
Produção
- Direção de Dublagem: Pádua Moreira[5]
- Cliente: Warner Bros[5]
- Tradução: Mário Menezes[5]
- Técnico(s) de Gravação: Fellipe Dantas e Rodrigo Oliveira[5]
- Mixagem: Gustavo Andriewiski[5]

Dubladores
- Guilherme Briggs[5]
- Ronaldo Júlio[5]
- Marcelo Garcia[5]
- Flávia Saddy[5]
- Eduardo Borgerth Neto[5]
- Manolo Rey[5]
- Vera Lúcia Mosqueira[5]
- Alexandre Moreno[5]
- Christiano Torreão[5]
- Luiz Carlos Persy[5]
- Ana Elena Bittencourt[5]

## Recepção

### Bilheteria
O filme obteve uma abertura bem sucedida na China, arrecadando 45,2 milhões dólares, a maior abertura na China da Warner Bros., e a sexta maior estreia de todos os tempos para qualquer filme produzido em Hollywood. Somente na China, a receita bruta cruzou os US$ 100 milhões.
No Japão, o filme caiu na quinta posição na abertura de fim de semana, com uma receita inicial de 3 milhões dólares (atrás World War Z com 3,3.

### Crítica
No agregador de críticas Rotten Tomatoes, que categoriza as opiniões apenas como positivas ou negativas, o filme tem um índice de aprovação de 72% calculado com base em 288 comentários dos críticos. O consenso crítico do site diz: "Pode ter mais estilo do que substância, mas Pacific Rim é uma criatura sólida e moderna, reforçada por imagens fantásticas e um irresistível senso de diversão." Já no agregador Metacritic, com base em 48 opiniões da imprensa, o filme tem uma média ponderada de 65 entre 100, com a indicação de "avaliações geralmente favoráveis". O público entrevistado pela CinemaScore deu ao filme uma nota média de "A−" em uma escala de A+ a F.

## Sequência
Em julho de 2012, del Toro discutiu a possibilidade de fazer uma sequência de Pacific Rim. "Nós sempre deixamos as idéias que estavam no primeiro projeto. Você sabe, seja um pedaço set que foi ótimo, mas muito caro, uma ideia que foi realmente brilhante, mas não conseguimos encaixar a estrutura ... então temos um pequeno estoque de coisas que queríamos, que nós não conseguimos fazer. Então, se isso é uma possibilidade, A) Eu ficaria muito feliz em fazer uma sequência, mas B) Muitas dessas idéias, conjunto de peças e tudo isso, na verdade, têm em si uma boa semente para um segundo filme".
Em 4 de dezembro de 2012, a Legendary Pictures anunciou que tinha selecionado o co-roteirista de Pacific Rim, Travis Beacham, para escrever a sequência, juntamente com del Toro, embora não houvesse nenhum comentário a respeito de se del Toro voltaria para dirigir o segundo filme.
Na WonderCon 2013, del Toro quer fazer um crossover entre Pacific Rim, Godzilla,Transformers, Kong e Cloverfield,produzido pela Legendary Pictures.
Em julho de 2013, del Toro falou da sequência, afirmando: "A principal ideia que estamos colocando fora é o fato de que Newton impeliu com um cérebro Kaiju, e todos os cérebros estão conectados. Dizemos que os Kaijus são como uma mentalidade de colmeia... Então, vocês sabem, tirem suas próprias conclusões". O diretor também afirmou que a sequência contará com Gipsy 2.0, bem como uma fusão de Kaiju e Jaeger.
Em outubro de 2013, del Toro falou a IGN sobre o filme a e revelou que, "Travis Beacham e eu estamos escrevendo [a continuação]", apesar de o filme ter um sinal verde para ser produzido.
Uma sequência intitulada Pacific Rim: Uprising, dirigida por Steven S. DeKnight e produzida por Del Toro, com Kikuchi, Day e Gorman reprisando seus papéis, e a Universal Pictures assumindo a distribuição do filme, foi lançada em 23 de março de 2018.
Em 8 de novembro de 2018, a Netflix anunciou uma série de anime original que expandirá a história dos dois primeiros live-action. Em 27 de outubro de 2020, o anime foi oficialmente intitulado Pacific Rim: The Black, e seguirá dois irmãos que são forçados a pilotar um Jaeger abandonado "por uma paisagem hostil em uma tentativa desesperada de encontrar seus pais desaparecidos". O anime será animado pela Polygon Pictures, com os roteiristas da Marvel Comics, Craig Kyle e Greg Johnson servindo como showrunners, e está programado para um lançamento em 2021.